# Serghei Aleinikov
Serghei Aleinikov (n. 7 noiembrie 1961) este un fost fotbalist bielorus.

## Statistici
| Uniunea Sovietică | Uniunea Sovietică | Uniunea Sovietică |
| An                | Meciuri           | Goluri            |
| ----------------- | ----------------- | ----------------- |
| 1984              | 6                 | 0                 |
| 1985              | 14                | 1                 |
| 1986              | 10                | 1                 |
| 1987              | 8                 | 1                 |
| 1988              | 15                | 2                 |
| 1989              | 7                 | 0                 |
| 1990              | 5                 | 0                 |
| 1991              | 8                 | 1                 |
| 1992              | 4                 | 0                 |
| Total             | 77                | 6                 |
| Belarus           |                   |                   |
| 1992              | 1                 | 0                 |
| 1993              | 2                 | 0                 |
| 1994              | 1                 | 0                 |
| Total             | 4                 | 0                 |